# Jean Kropidło
Jan Kropidło, né en 1360/1364 et mort le 3 mars 1421, est un duc et un évêque issu de la lignée des Piast de Silésie. À la mort de son père il porte d'abord conjointement avec ses frères le titre de duc de Strzelce entre 1382 et 1396 puis celui de duc d'Opole à partir de 1396. Il s'agit d'une corégence formelle car il n'exerce aucune autorité sur ces duchés. Depuis l'enfance il est en effet destiné à poursuivre une carrière ecclésiastique. C'est à ce titre qu'il est successivement  évêque de Poznań (1382–1384), évêque de Włocławek en Kujawy (1384–1389), archevêque de Gniezno et primat de Pologne (1389–1394), évêque de Kamień Pomorski (1394–1398), évêque de Chełmno (1398-1402) puis de nouveau évêque de Włocławek de 1402 jusqu'à sa mort.

## Biographie
Jan est le fils ainé du duc Bolko III d'Opole et d'Anna, fille putative du duc Jan Ier le Scolastique d'Oświęcim, dont il semble porter le nom. Le couple a trois autres fils et une fille. Bien que Jan soit l'aîné des quatre garçons, pour des raisons inconnues il est destiné à l'Église dès ses jeunes années. Son oncle le duc Władysław II d'Opole devient le tuteur des frères mineurs à la mort de leur père en 1382 lorsqu'ils héritent conjointement du duché de Strzelce comme corégents.
En 1379 Jan, encore adolescent, est nommé prévôt du chapitre de Chanoines de la cathédrale Saint-Martin de Spišská Kapitula près de Spišské Podhradie en Haute-Hongrie dans l'actuelle Slovaquie, obtenant ainsi des revenus importants. Cette rapide promotion est largement due à l'influence de son oncle Władysław. Malgré ses nouvelles charges, Jan est également étudiant en théologie à Prague et à Bologne. En 1382, Jan revient en Pologne, où en remerciement du soutien de sa famille Louis Ier de Hongrie, désormais aussi roi de Pologne, le nomme évêque de Poznań le 9 juin. Jan reste sur ce siège seulement deux ans car il reçoit en 1384 l'évêché plus richement doté de Włocławek en Kujawy.
En 1388, la mort de l'archevêque Bodzęta z Kosowic donne à Jan l'occasion d'obtenir le 19 mars 1389 un siège politiquement plus important, l'archidiocèse de Gniezno et le titre de primat de Pologne. Malgré l'accord du pape, Jan ne réussit jamais complètement à se saisir du titre et des biens de cet archevêché. Il doit en fait faire face à l'hostilité du nouveau roi de Pologne Władysław II Jagiełło, qui est en conflit ouvert avec son oncle. Le roi refuse d'accepter la nomination du neveu de son adversaire à la plus importante charge de l'Église polonaise car il craint que Jan Kropidło n'use de l'influence et de la puissance de sa fonction en faveur de son oncle. Le conflit de titulaire de l'archevêché se poursuit jusqu'en 1394, quand Jan renonce finalement, faute d'avoir obtenu la reconnaissance royale. Cette période de conflit affecte gravement la situation financière du prélat.
Peu après, Jan obtient de nouveau la charge d'évêque de Poznań le 26 janvier 1394 ; les revenus de ce diocèse étant modiques, il demande au pape de le cumuler avec le siège de Kamień qu'il obtient le 31 juillet suivant. Il se heurte de nouveau à l'opposition du roi Jagiełło qui se refuse à le voir à la tête de plus riches bénéfices ecclésiastiques. Le 26 avril 1398, Jan est nommé évêque de Chełmno, dont le territoire se trouve en Prusse dans les États de l'ordre des chevaliers Teutoniques. En 1399, Jan retourne en Pologne, mais à Kalisz il est arrêté par les partisans du roi Władysław II et contraint à lui prêter un serment de fidélité.
Władysław II d'Opole meurt, cet événement permet une totale réconciliation entre Jan et le roi de Pologne. Cette disparition permet également à Jan de recevoir le titre de duc d'Opole conjointement avec ses frères survivants. Toutefois c'est son frère Bolko IV d'Opole qui gouverne réellement le duché. Désormais les ambitions de Jan se réduisent à conserver l'évêché de Włocławek qu'il a obtenu de nouveau le 27 janvier 1401 et qu'il conserve jusqu'à sa mort. La gestion du diocèse de Włocławek n'est pas aisée, principalement parce qu'il se trouve au centre du conflit entre l'ordre Teutonique et le royaume de Pologne, particulièrement sur le point de savoir qui est le réel suzerain du diocèse de Gdańsk qui se trouve être en fait une partie de l'évêché de Włocławek. Ce conflit rend la gestion du diocèse impossible pour Jan. En conséquence, il est de plus en plus contraint de coopérer avec le roi de la Pologne;  particulièrement en 1410, pendant la guerre du royaume de Pologne-Lituanie contre l'ordre Teutonique, quand grâce à la médiation de l'évêque de Gdańsk il rend l'hommage au roi de Pologne.

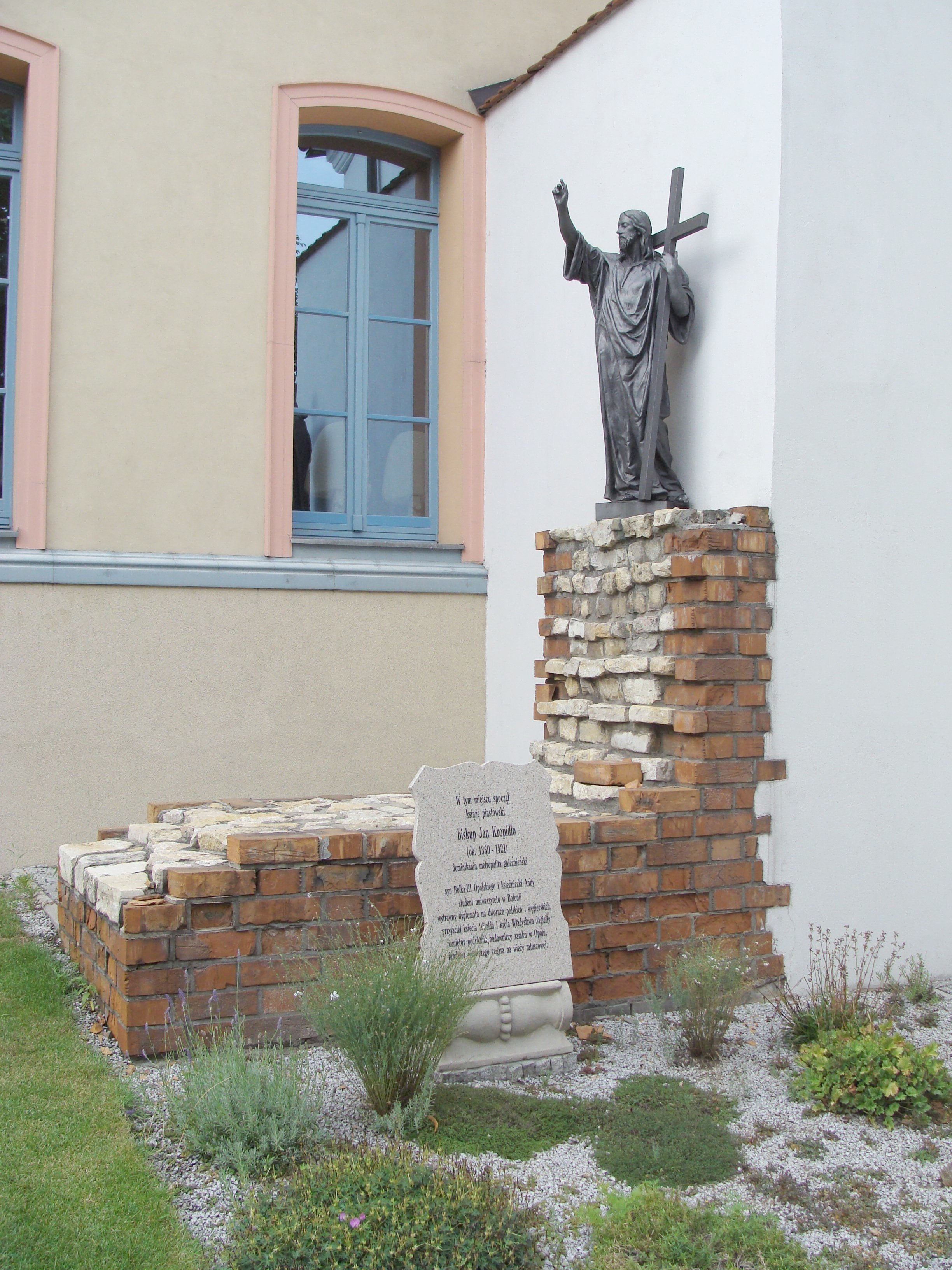
Tombe de Jan Kropidło à Opole

La décision de Jan de rejoindre le camp polonais à de lourdes conséquences pour lui. En 1411 il est emprisonné par les habitants de Wrocław, sujets du royaume de Bohême et qui veulent neutraliser les interventions de l'évêque. Jan ne retrouve sa liberté qu'après trois mois de captivité grâce à l'intervention personnelle de Sigismond de Luxembourg, roi de Hongrie et empereur. La cité de Wrocław est obligée d'organiser une humiliante cérémonie de repentance. En général, les relations de Jan de la maison de Luxembourg sont bonnes et en remerciement l'évêque reçoit les abbayes de Szekszárd et de Pannonhalma toutes deux situées en Hongrie qui lui apportent de nouveaux revenus.
En 1415-1417, Jan prend part au concile de Constance, qui se termine par la présence de trois papes à la tête de l'Église latine et une accentuation du Grand Schisme d'Occident. Pendant le concile, l'ordre Teutonique garantit l'inviolabilité de l'évêché de Gdańsk, ce que Jan doit à l'influence de la Curie et à l'appui de la délégation polonaise. Il a également le plaisir de voir l'évêque de Wrocław condamné pour l’emprisonnent illégal dont il a été victime quelques années auparavant. Comme évêque de Włocławek, Jan est un excellent prélat gestionnaire et les revenus de l'évêché augmentent significativement. Il embellit aussi son diocèse en ordonnant la construction d'une magnifique cathédrale.
Jean meurt le 3 mars 1421 à Opole où il est inhumé selon ses vœux dans l'église locale des dominicains. Par son testament il lègue une importante somme d'argent à la cité d'Opole.